# Walter H. Bucher Medal
Die Walter H. Bucher Medal ist eine geowissenschaftliche Auszeichnung, die von der American Geophysical Union (AGU) vergeben wird.
Die Medaille wird alle zwei Jahre verliehen. Mit der Auszeichnung sollen Beiträge zum Verständnis und Wissen über die Erdkruste, ihre Zusammensetzung und ihren Aufbau gewürdigt werden.
Die Auszeichnung wurde 1966 eingeführt. Sie ist nach Walter Hermann Bucher (1888–1965) benannt, der durch seine vorrangig geologischen Arbeiten maßgeblich zum Verständnis und zur Erforschung der Erdkruste und beigetragen hat. Bucher war von 1948 bis 1953 Präsident der AGU. Hauptuntersuchungsfelder Buchers waren die tektonischen Vorgänge der Erde und die daraus resultierenden hauptsächlichen Erscheinungsformen in der Erdkruste.

## Preisträger
- 1968 – John Tuzo Wilson
- 1969 – James Gilluly
- 1970 – David T. Griggs
- 1971 – Robert S. Dietz
- 1972 – W. Jason Morgan
- 1974 – Maurice Ewing
- 1975 – Lynn Sykes
- 1977 – Bruce C. Heezen
- 1979 – Edward Irving
- 1981 – Jack E. Oliver
- 1983 – John W. Handin
- 1985 – John G. Sclater
- 1987 – William F. Brace
- 1989 – Arthur H. Lachenbruch
- 1991 – Seiya Uyeda
- 1993 – Aleksey N. Khramov
- 1995 – Patrick Hurley
- 1996 – Hiroo Kanamori
- 1998 – Norman H. Sleep
- 2000 – James H. Dieterich
- 2002 – Stuart Ross Taylor
- 2004 – Mervyn S. Paterson
- 2006 – E. Bruce Watson
- 2008 – Mark Zoback
- 2010 – Paul F. Hoffman
- 2012 – James Rice
- 2014 – Bryan Isacks
- 2016 – Samuel A. Bowring
- 2018 – Philip C. England
- 2019 – Leigh Royden
- 2020 – Susan L. Beck
- 2021 – Mark Harrison
- 2022 – Seth Stein
- 2023 – Chris Hawkesworth
- 2024 – Frank S. Spear